# Colpotiara
Colpotiara is een geslacht van uitgestorven zee-egels uit de familie Emiratiidae.

## Soorten
- Colpotiara matheyi de Loriol, 1870
- Colpotiara sauvageti Lambert & Thiery, 1911 † Oxfordien van Niort, Frankrijk.